# Carmen Naranjo
Carmen Naranjo Cato (30 de gener de 1928 - 4 de gener de 2012) va ser una escriptora de Costa Rica.
Va néixer a Cartago, Costa Rica, la capital de la província homònima. Va rebre l'educació primària a l'Escuela República de Perú i la secundària al Colegio Superior de Señoritas. Es va llicenciar en filologia per la Universitat de Costa Rica i cursà estudis de postgrau a la Universitat Autònoma de Mèxic i a la Universitat d'Iowa. El 1991 va ser nomenada doctora honoris causa per la Universitat de Santo Domingo a la República Dominicana.
Carmen Naranjo era membre de l'Academia Costarricense de la Lengua. Entre altres càrrecs governamentals ha fet de Ministra de Cultura i de Directora del Museo de Arte Costarricense.